# Magical Girl (film)
Magical Girl is een Spaanse film uit 2014, geregisseerd door Carlos Vermut.

## Verhaal
De werkloze docent literatuur Luis (Luis Bermejo) woont samen met zijn dochter Alicia (Lucía Pollán). Alicia heeft leukemie en heeft niet meer lang te leven. Het is haar laatste wens om de officiële jurk van Magical Girl Yukiko te hebben. Luis wil deze wens in vervulling laten gaan, maar de jurk kost bijna 7000 euro en dat heeft Luis niet. Wanneer hij Bárbara (Bárbara Lennie) ontmoet, krijgt hij het idee haar te chanteren om op die manier het geld bij elkaar te krijgen. 

## Rolverdeling
| Acteur          | Personage |
| --------------- | --------- |
| José Sacristán  | Damián    |
| Bárbara Lennie  | Bárbara   |
| Luis Bermejo    | Luis      |
| Israel Elejalde | Alfredo   |
| Lucía Pollán    | Alicia    |

## Ontvangst

### Recensies
Op Rotten Tomatoes geeft 100% van de 8 recensenten de film een positieve recensie, met een gemiddelde score van 9/10.

### Prijzen en nominaties
De film werd genomineerd voor 7 Premios Goya, waarvan de film er één won.
| Jaar | Prijs                           | Categorie                            | Genomineerde    | Resultaat   |
| ---- | ------------------------------- | ------------------------------------ | --------------- | ----------- |
| 2014 | Filmfestival San Sebastían      | Gouden Schelp voor beste film        | Magical Girl    | Gewonnen    |
| 2014 | Filmfestival San Sebastían      | Zilveren Schelp voor beste regisseur | Carlos Vermut   | Gewonnen    |
| 2015 | Premios Goya (29ste uitreiking) | Beste film                           | Magical Girl    | Genomineerd |
| 2015 | Premios Goya (29ste uitreiking) | Beste regisseur                      | Carlos Vermut   | Genomineerd |
| 2015 | Premios Goya (29ste uitreiking) | Beste acteur                         | Luis Bermejo    | Genomineerd |
| 2015 | Premios Goya (29ste uitreiking) | Beste actrice                        | Bárbara Lennie  | Gewonnen    |
| 2015 | Premios Goya (29ste uitreiking) | Beste mannelijke bijrol              | José Sacristán  | Genomineerd |
| 2015 | Premios Goya (29ste uitreiking) | Beste debuterend acteur              | Israel Elejalde | Genomineerd |
| 2015 | Premios Goya (29ste uitreiking) | Beste origineel scenario             | Carlos Vermut   | Genomineerd |